# Les Eretes
Les Eretes és una muntanya de 795 metres que és el punt culminant de la serra d'Albesa i que es troba al municipi de La Molsosa, a la comarca catalana del Solsonès. Al cim s'hi pot trobar un vèrtex geodèsic (referència 274106001).